# Nola Hatterman
Nola Henderika Petronella Hatterman (Amsterdam, 12 augustus 1899 – Paramaribo, 8 mei 1984) was een Nederlandse actrice, kunstschilderes, boekbandontwerper en ontwerpster van omslagen voor bladmuziek.

## Leven
Hatterman verliet op 15-jarige leeftijd het gymnasium en deed succesvol toelating tot de toneelschool, het begin van een toneel- en filmcarrière die duurde tot 1925, toen ze definitief voor het schilderen koos. Van 1931 tot 1940 was ze getrouwd met acteur en regisseur Maurits de Vries (1885-1946) en had een relatie met beeldend kunstenaar en CPN-kaderlid Arie Jansma (1907-1992) van 1936 tot 1953. Uit het huwelijk en de relatie zijn geen kinderen voortgekomen. Al vóór de Tweede Wereldoorlog kwam zij in aanraking met vooruitstrevende Surinamers in Nederland, zoals Anton de Kom. Na de oorlog maakte zij deel uit van de nationalistische beweging Wie Eegie Sanie rond Eddy Bruma. Veelvuldig verbeeldde zij zwarte mensen in haar werk. In 1953 vestigde zij zich in Suriname. Hatterman was tevens de ontdekster van Armand Baag.
Bij het Cultureel Centrum Suriname startte ze een beeldende kunstopleiding. In 1971 richtte ze de Nieuwe School voor Beeldende Kunst (NBSK) op waaraan ze tot 1976 leiding gaf. Hatterman kwam om bij een auto-ongeluk in mei 1984, waarna haar voormalige pupil Baag haar enige erfgenaam bleek. Na zijn dood werden er 300 werken van haar teruggevonden.

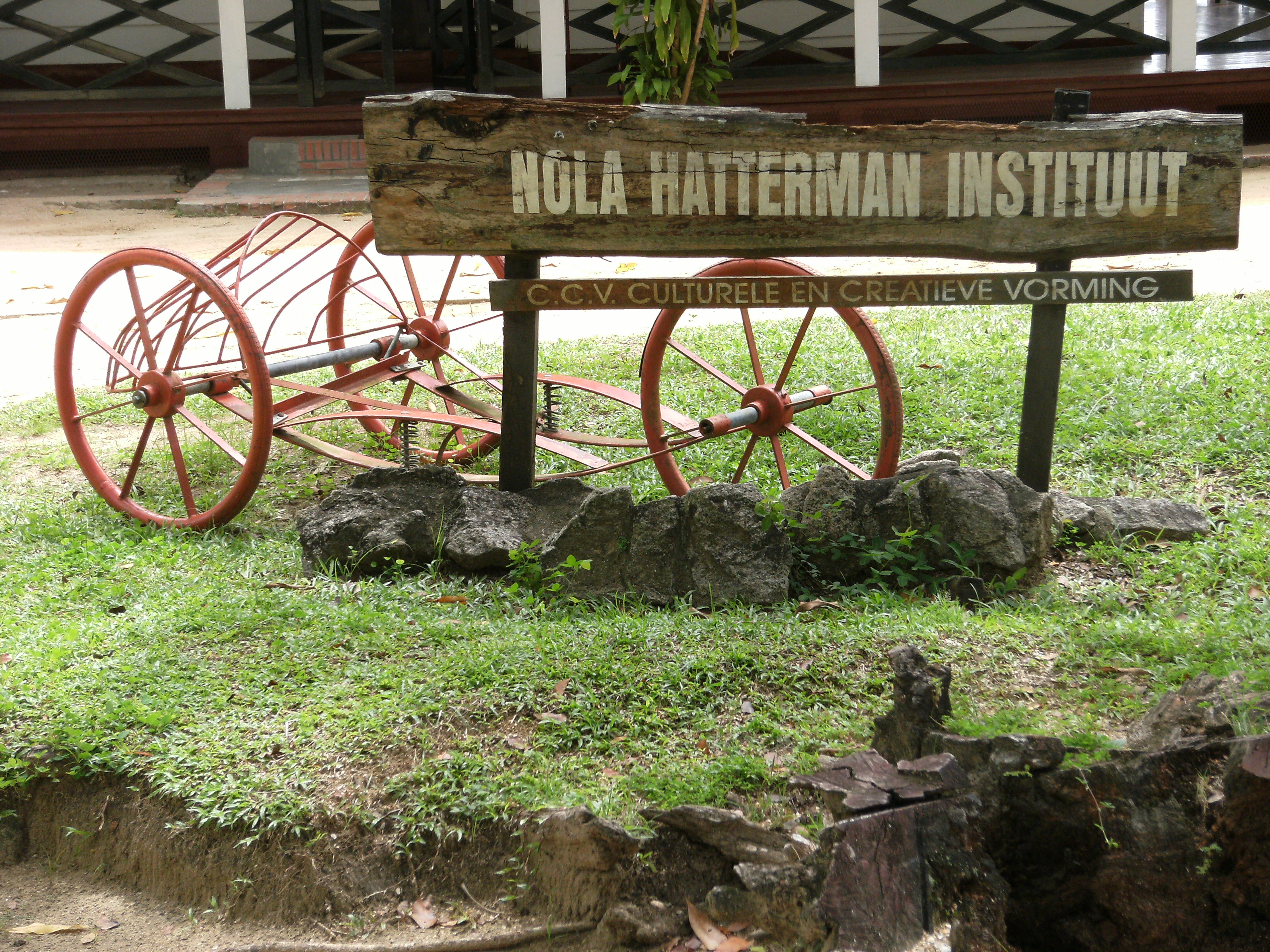
Bord voor de ingang van het Nola Hatterman Instituut in Paramaribo.

Na haar dood werd door oud-studenten het Nola Hatterman Instituut opgericht, later hernoemd naar Nola Hatterman Art Academy, met als vestiging de voormalige commandeurswoning in Fort Zeelandia in Paramaribo. In 1997 werd als een eerbewijs de door de Vereniging Ons Suriname in Amsterdam geëxploiteerde galerie naar haar genoemd. Jaarlijks krijgt een kunstenaar verbonden aan het Nola Hatterman Instituut de gelegenheid er te exposeren.

## Actrice
Als actrice heeft Hatterman gespeeld bij en in:
- NV Het Rotterdams Toneel, Walter Soltau
- Koninklijke Vereeniging Het Nederlandsch Tooneel (KVHNT) te Amsterdam, Helden van G.B. Shaw en Marionetten (1919)
- De Jantjes (1920), gezelschap Jacques Sluijters en
- Lou trouwt vandaag (1922) Nederlands Vaudevillegezelschap

Als filmactrice heeft zij gespeeld in :
- Majoor Frans (1916) van Maurits Binger
- Helleveeg (1920) van Theo Frenkel
- Geeft ons kracht (1920) van Theo Frenkel
- Oranje Hein (1925) van Alex Benno

## Kunstenaar
Als kunstenaar was zij autodidact; zij werkte figuratief, kreeg les van onder anderen Gerrit Willem Knap, Vittorio Schiavon en Charles Haak. In 1919 exposeerde zij met De Onafhankelijken, onder anderen met Carel Willink en Paul Citroen. Zij was lid van de verenigingen De Onafhankelijken en Sint Lucas.

## Werk (selectie)
- Op het terras (1930), collectie Stedelijk Museum[7]
- Jazz (1934), collectie Museum Arnhem[8]
- Portret Rinia Klokke-Mol (1943), collectie Kit Tropenmuseum[9]
- Kruisafname van de zwarte Jezus of Piëta (1949), Centraal Museum Utrecht[10]

## Over Nola Hatterman
- Ellen de Vries, Nola. Portret van een eigenzinnig kunstenares. Klapwijk & Keijers, Amersfoort 2008, herdruk 2009, ebook 2017.
- Ellen de Vries (red.), Nola Hatterman. Geen kunst zonder kunnen. Samengesteld door Ellen de Vries, met bijdragen van Eline de Jong, Bart Krieger, Lizzy van Leeuwen, Stephan Sanders, Esther Schreuder, Priscilla Tosari, Ronald Venetiaan, Marieke Visser, Myra Winter, Rein Wolfs en Kitty Zijlmans. Waanders & De Kunst, Zwolle, 2021. (Monografie van het werk van Nola Hatterman.)